# Wiercholemje
Wiercholemje (ros. Верхолемье) – wieś (sieło) w Rosji, w obwodzie kirowskim, w rejonie unińskim. W 2010 liczyła 74 mieszkańców.